# Botanische Tuin Afrikaanderwijk

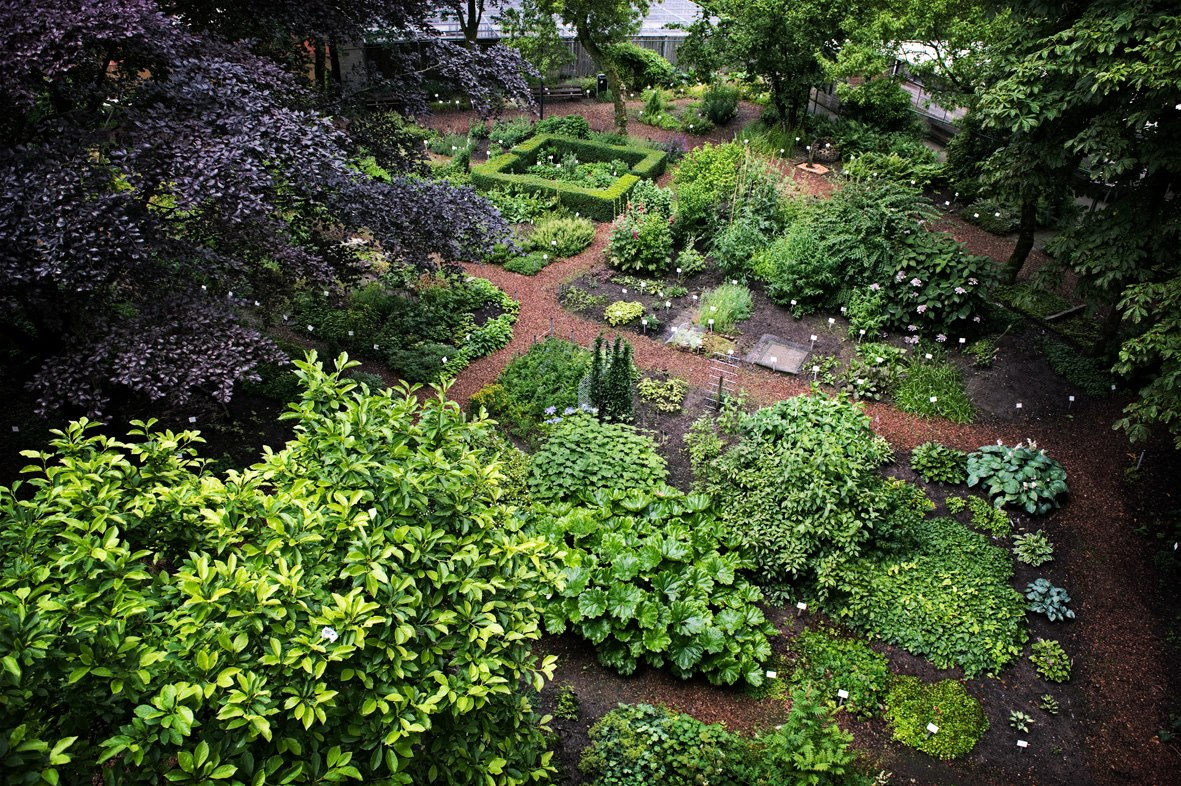
Botanische Tuin Afrikaanderwijk

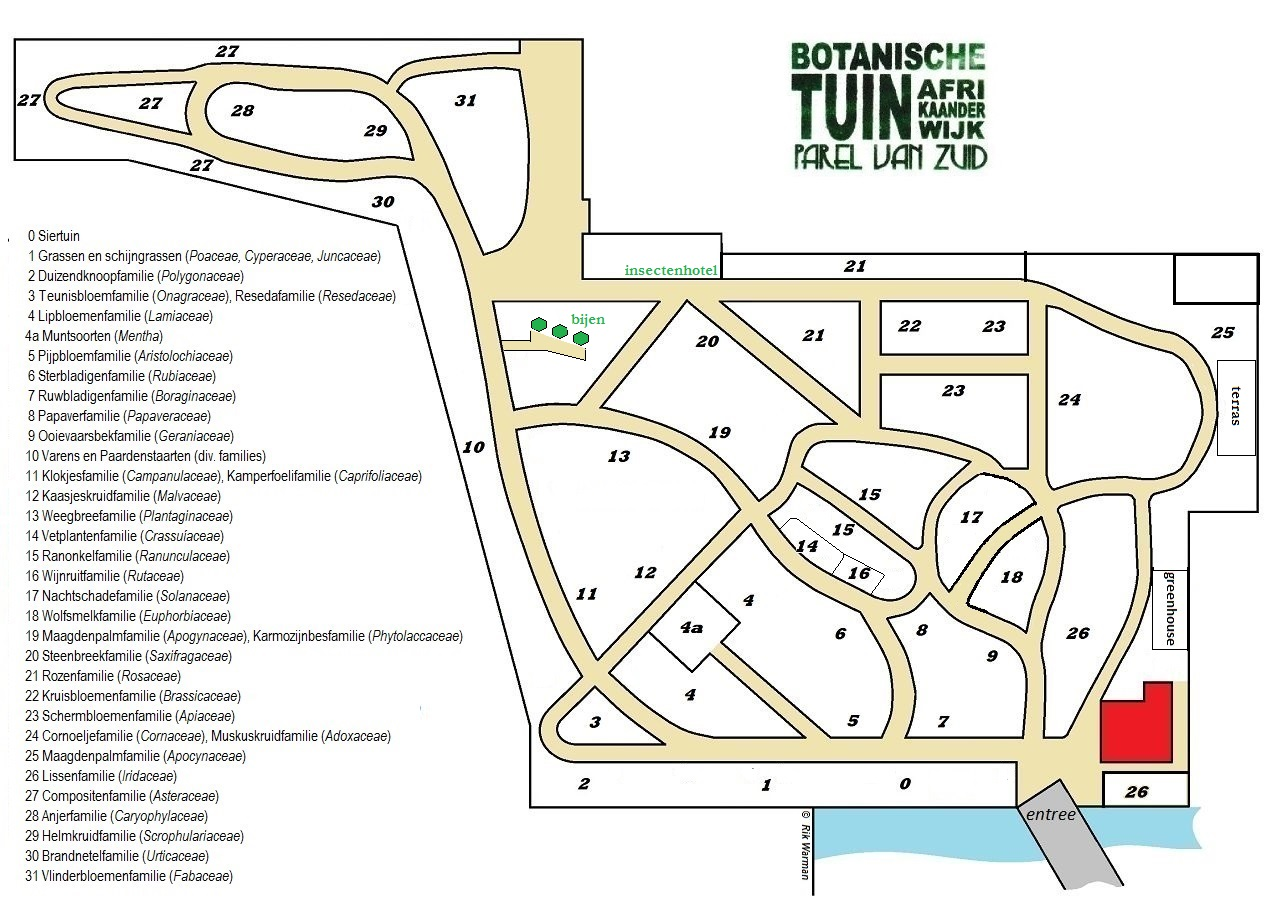
Plattegrond van de tuin

De Botanische Tuin Afrikaanderwijk is een botanische tuin in de Rotterdamse Afrikaanderwijk. De botanische tuin aan het Afrikaanderplein is opgericht in 1923 als onderdeel van de HBS Van Oldenbarnevelt. De tuin werd gebruikt als praktijkruimte voor de biologielessen aan de HBS en latere scholengemeenschap Van Oldenbarnevelt. Door gebrek aan financiën kwam hier rond 1975 een einde aan. Daarna is de tuin enigszins in verval geraakt. Midden jaren 80 is de tuin volledig gerenoveerd en teruggebracht naar het oorspronkelijke ontwerp. De tuin is thans een Rijksmonument (nr. 513876, complexnr. 513873).
Het ontwerp van de tuin (1925) en het schoolgebouw is van de gemeentearchitect Ad van der Steur. Zijn meest bekende ontwerpen zijn het Museum Boijmans Van Beuningen en het Oogziekenhuis in Rotterdam. Het schoolgebouw vormt de monumentale afsluiting van het Afrikaanderplein. Tegenwoordig is de Kocatepe moskee gevestigd in het voormalige schoolgebouw. Tevens maakte een tuinmanswoning deel uit van het complex. Tegenwoordig staat de tuinmanswoning op het terrein van de Vogelklas Karel Schot.
De Botanische Tuin Afrikaanderwijk is ingedeeld in plantenfamilies. Naast ongeveer 850 verschillende plantensoorten, staan er ongeveer 40 verschillende bomen in de tuin. De tuin wordt onderhouden door de daarvoor opgerichte Stichting Botanische Tuin Afrikaanderwijk (2013) met vrijwilligers.